# Castellbò
Castellbò és un nucli de població del municipi de Montferrer i Castellbò (Alt Urgell) situat a la vall del mateix nom. És el cap de l'entitat municipal descentralitzada de la Vila i Vall de Castellbò. El 1970 va ser annexat al municipi d'Aravell, creant el terme municipal de Montferrer i Castellbò.

## Situació
La vila de Castellbò, té una població de 77 i es troba en un lloc engorjat, a 802 m d'altitud, entre el serrat de la Borda (1.150 m) i els estreps de Roca Redona. Lloc de pas obligat pels antics camins que relligaven la Seu d'Urgell amb el Pallars Sobirà, la vila és enfilada en un replanet del puig on hi ha les ruïnes de l'antic castell de Castellbò, que fou aterrat per ordre de Ferran el Catòlic el 1513 (la capella de Sant Pere i Sant Francesc del castell s'enderrocà segles més tard).
Per arribar a aquesta població cal prendre la carretera que enllaça la N-260 amb l'estació d'esquí de Sant Joan de l'Erm. Castellbò es troba a nou quilòmetres de la N-260.

## Història

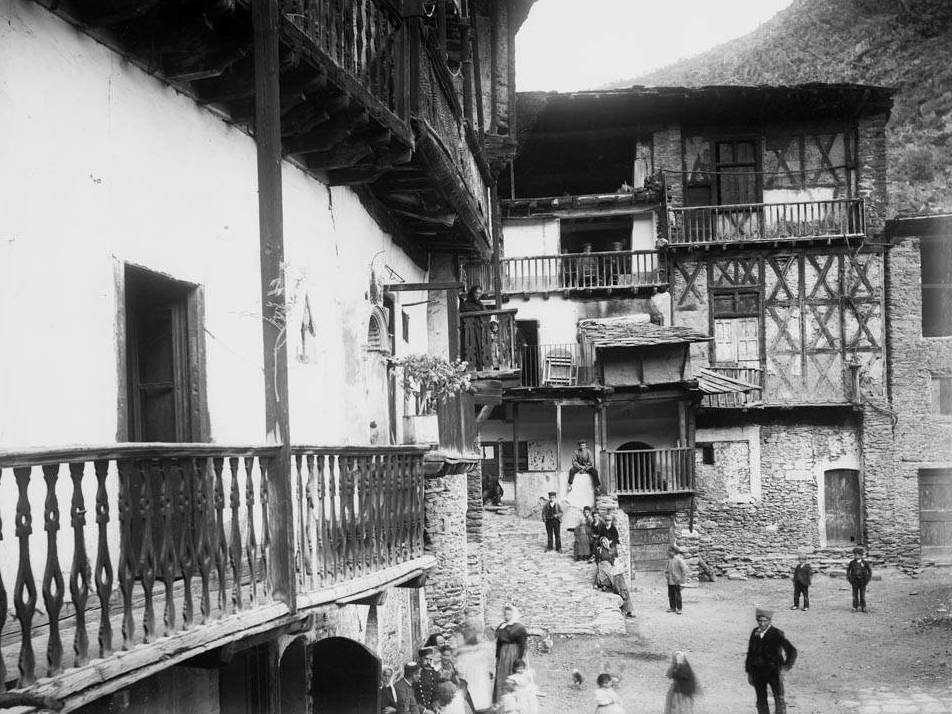
Plaça de Castellbò al 1895

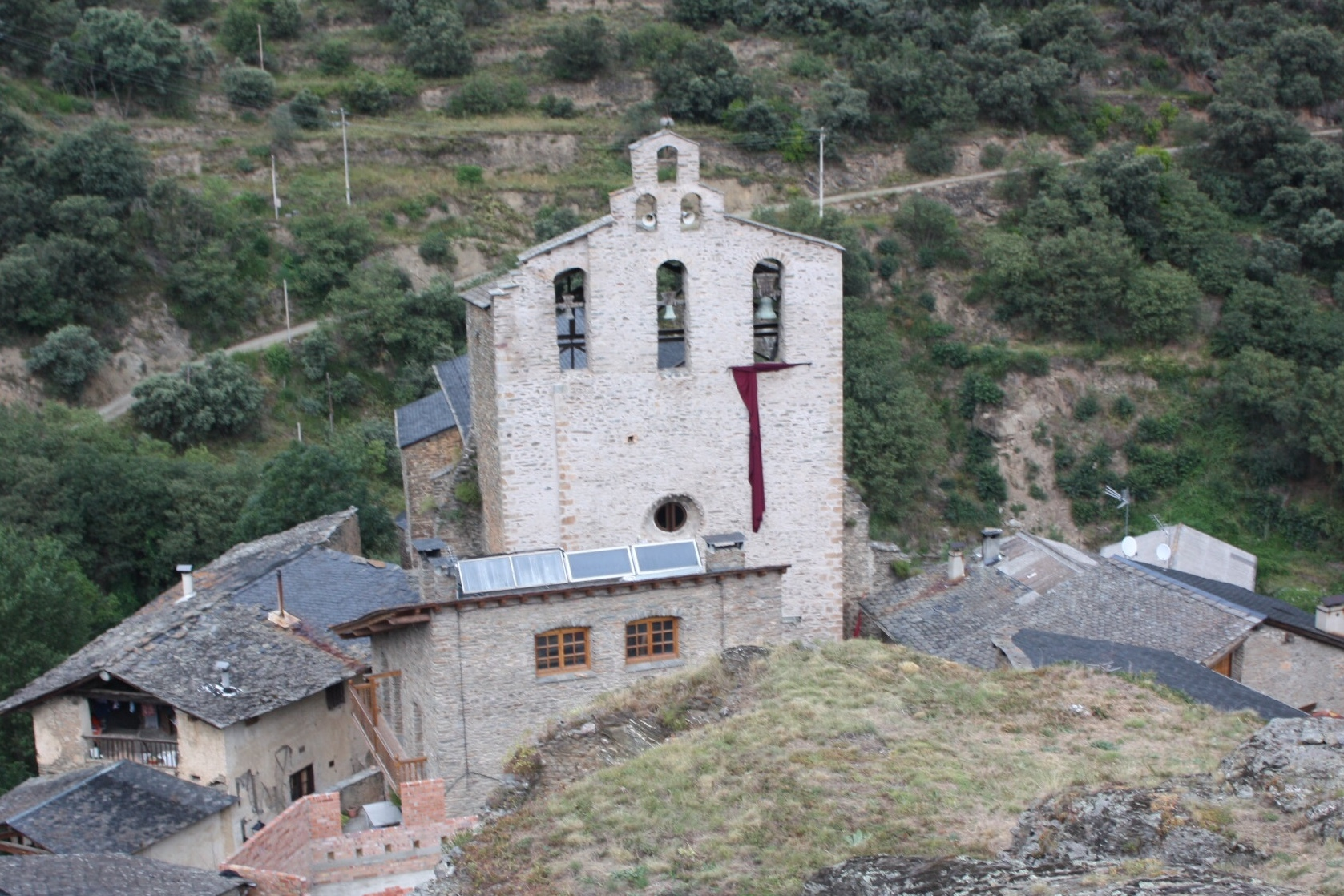
Església de Santa Maria

La població va ser el centre del vescomtat de Castellbò i n'era un quart que comprenia, a més de la vila i de la vall del seu nom, les Valls d'Aguilar i de Pallerols, els llocs de Taús, els Castells, Castellàs, Biscarbó, Malvei, Guils del Cantó, Vila-rubla, Solans, Gramós, l'honor de Conorbau i les salvaguardes d'Adrall i de la Parròquia d'Hortó. L'antic terme municipal de Castellbò, d'uns 105,99 km², comprenia el sector central i septentrional del terme actual, és a dir, tota la vall de Castellbò, bé que pel sector nord s'abocava a la Ribera o vall del Romadriu, mentre que Avellanet, un dels nuclis del terme, pertanyia geogràficament a la vall de Pallerols.
Explica el Spill, del 1519, que la vila era murada i que tenia dues torres, la del Serrat i la de Malbec. Avui es conserva una torre de la muralla d'angles arrodonits, esmotxada, i també algun fragment dels antics murs. Els carrers de la població, estrets i tortuosos, desemboquen en la placeta presidida per la gran església col·legiada. Bé que l'aspecte general de la vila és més aviat rònec, conserva encara moltes cases dels segles XV i xvi, algunes amb les típiques parets o envans de guix i lloses, reforçats per bigues de fusta en forma d'aspa amb balcons de galeria i baranes de fusta.

## Edificis d'interès
Destaca a la vila la col·legiata de Santa Maria de Castellbò, Mare de Déu del Remei de Castellbò, la Creu de Pal de Castellbò, els colomers, el castell i el pont.

### Pont de Castellbò

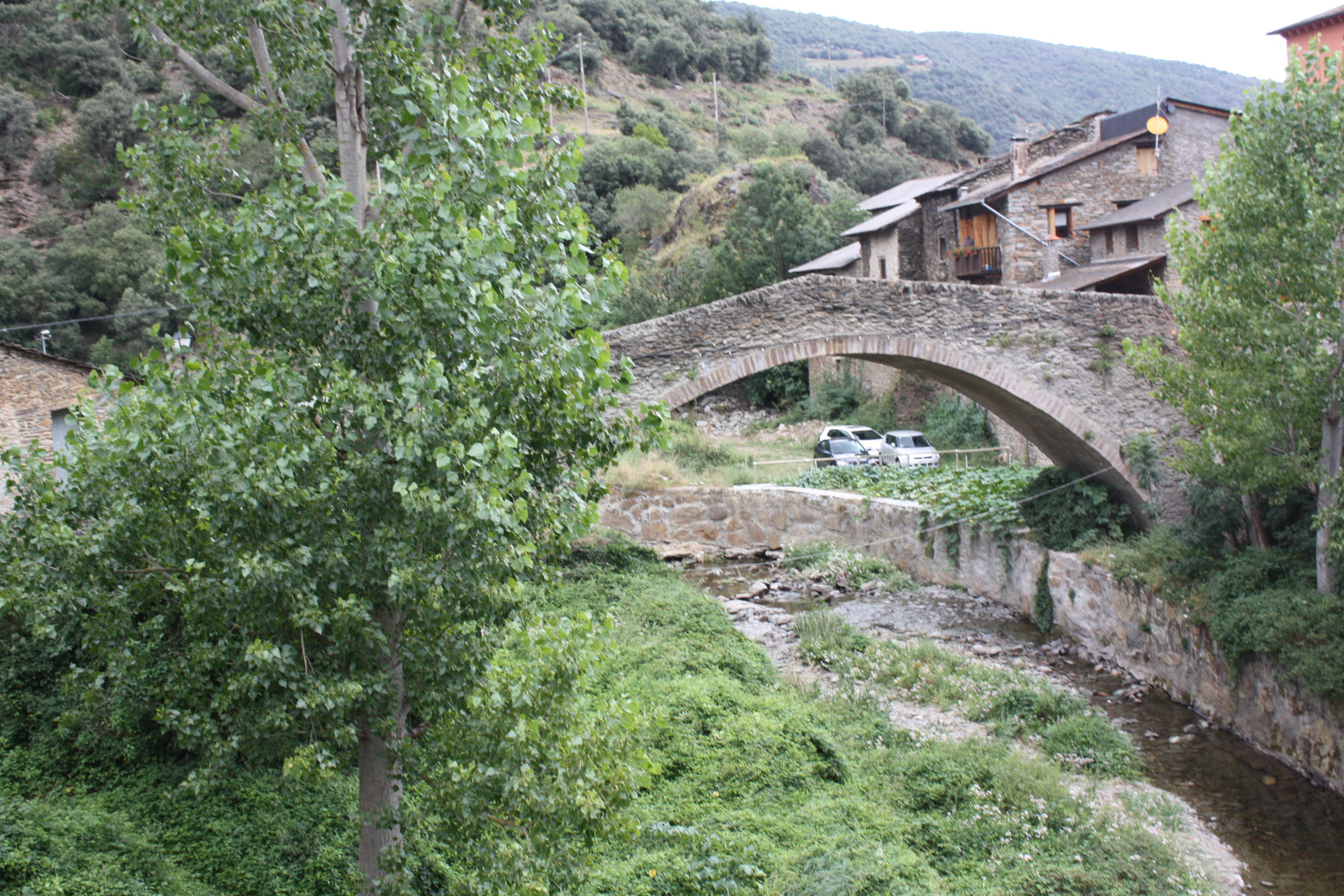
El pont.

El pont uneix el nucli central de la vila amb el raval situat a l'altra riba del riu, més al sud. Construït sobre el riu de Castellbò, afluent del Segre. És d'un arc molt gran tot de pedra i reforçat amb ciment. Està declarat bé cultural d'interès local.
És esmentat a la Resposta de les Valls de Castellbò al qüestionari de Zamora, de 1788, segons els termes següents: "Ay […] un puente de un arco, largo 22 varas 6 palmos, ancho 1 vara 7 palmos, alto 7 varas y por él pasa el camino real. No está bien conservado, no se sabe su antigüedad ni el Arquitecto que le hizo ni quien mandó hacerle."

## Esdeveniments
El Mercat Càtar de Castellbò és un mercat anual de tipus medieval que s'organitza cada any al poble. El mercat recorda el passat càtar de la població, seu del vescomtat de Castellbò. Hi ha una vintena de parades, s'hi pot veure el Foc Inquisitorial a càrrec del Grup de Diables de l'Alt Urgell.